# Kanamicina
La kanamicina, o canamicina, è un antibiotico che appartiene alla famiglia degli amminoglicosidi.

## Indicazioni
Utilizzato contro infezioni gravi quando si osserva resistenza agli antibatterici.

## Meccanismo di azione
1) agisce su subunita 30s dei ribosomi procarioti;
2) entra attraverso le porine danneggiando la parete;
3) necessita di trasporto attivo ATP dipendente per penetrare (funziona in cellule vitali aerobie);
4) aumenta stress ossidativo;
5) induce errori di trascrizione.

## Controindicazioni
Controindicato in pazienti con insufficienza renale o ipersensibilità nota al farmaco.

## Effetti indesiderati
Fra gli effetti collaterali più frequenti si riscontrano nausea, nefrotossicità, senso di vomito, ototossicità vestibolare e uditiva. In seguito a un'eccessiva assunzione di kanamicina, si verifica un danno quasi esclusivo alle cellule ciliate esterne.